# Rhinaria
Rhinaria är ett släkte av skalbaggar. Rhinaria ingår i familjen vivlar.

## Dottertaxa tillRhinaria, i alfabetisk ordning[1]
- Rhinaria aberrans
- Rhinaria angustata
- Rhinaria argentosa
- Rhinaria artensis
- Rhinaria bisulcata
- Rhinaria caliginosa
- Rhinaria carinirostris
- Rhinaria caudata
- Rhinaria cavirostris
- Rhinaria concavirostris
- Rhinaria convexirostris
- Rhinaria costata
- Rhinaria cristata
- Rhinaria debilis
- Rhinaria diversa
- Rhinaria elegans
- Rhinaria excavata
- Rhinaria faceta
- Rhinaria fasciata
- Rhinaria favosa
- Rhinaria foveipennis
- Rhinaria grandis
- Rhinaria grandulosa
- Rhinaria granulosa
- Rhinaria grisea
- Rhinaria interrupta
- Rhinaria longirostris
- Rhinaria lopha
- Rhinaria maculiventris
- Rhinaria maculosa
- Rhinaria myrrhata
- Rhinaria nigrivitta
- Rhinaria perdix
- Rhinaria pulicosa
- Rhinaria pusio
- Rhinaria rugosa
- Rhinaria schoenherri
- Rhinaria sextuberculata
- Rhinaria sextuberculatus
- Rhinaria signifera
- Rhinaria simulans
- Rhinaria stellio
- Rhinaria sulcirostris
- Rhinaria tessellata
- Rhinaria tibialis
- Rhinaria tragocephala
- Rhinaria transversa
- Rhinaria variegata